# Джордж «Бак» Флауер
Джордж «Бак» Флауер (англ. George «Buck» Flower; 28 жовтня 1937, Мілтон-Фрівотер, Орегон, США — 18 червня 2004, Лос-Анджелес, Каліфорнія, США) — американський актор, сценарист, продюсер, помічник режисера.

## Біографія
Джордж «Бак» Флауер народився 28 жовтня 1937 року у місті Мілтон-Фрівотер, штат Орегон, США. Підлітком він вступив до лав армії; відслуживши своє, Джордж вступив до коледжу Східного Орегона. Через деякий час, Флауер перебрався до Каліфорнії, де вступив до міського коледжу Пасадени. Досить швидко він став членом місцевої театральної групи «The Inspiration Players»; з ними він пропрацював цілих дванадцять років. Трупа їздила по Алясці і по всіх сорока восьми континентальних штатах Америки.
У кіно Джордж почав виступати на початку 1970-х років, у досить примітивних, розрахованих на масового глядача, картинах на кшталт «Country Cuzzins» 1970-го, «Below the Belt» 1971-го и «The Dirty Mind of Young Sally» 1970-го. У процесі зйомок йому довелося попрацювати з легендарним творцем американського кінотрешу Гаррі Новаком. Масивний, сивий, з вічно пом'ятим обличчям, скуйовдженою борідкою, інтригуючою незворушною поведінкою і глибоким, густим, потужним грудним голосом Флауер зазвичай грав брудних бомжів, неохайних п'яниць, буркотливих старих і немитих селюків.
Серед найбільш відомих режисерів, з яким працював Флауер, слід зазначити Метта Сімбера, Джима Вінорскі, Дона Едмондса, Вільяма Лустіга, Білла Ребейна, Девіда Декото, Бетель Букало, Джека Старрета, Ніка Філліса, Ентоні Хікокса і Фреда Оулен Рея. Популярність, однак, прийшла до Флауер в основному після робіт в картинах Джона Карпентера — так, Джордж зіграв невдалого рибалку в «Тумані», жебрака у «Втеча з Нью-Йорка», сварливого кухаря в «Людина з зірки», жебрака в «Вони живуть», ще одного жебрака в «Мішки для трупів» і вічно п'яного шкільного прибиральника у «Прокляте селище».
Помер актор від раку, 18 червня 2004 року у Лос-Анджелесі. На момент смерті йому було шістдесят шість років. Чимала частина його ролей і донині полягає в фонді класики світового кінематографа.

## Фільмографія

### Актор
- 1978 — Машина часу / The Time Machine
- 1980 — Туман / The Fog
- 1981 — Втеча з Нью-Йорка / Escape from New York
- 1984 — Брейк-данс / Breakin'
- 1984 — Людина з зірки / Starman
- 1985 — Назад у майбутнє / Back to the Future
- 1987 — Берсеркер / Berserker
- 1988 — Маніяк поліцейський / Maniac Cop
- 1988 — Табір чирлідерш / Cheerleader Camp
- 1988 — Гарбузоголовий / Pumpkinhead
- 1988 — Мак і я / They Live
- 1988 — Вони живуть / They Live
- 1989 — Захід сонця: Притулок вампірів / Sundown: The Vampire in Retreat
- 1989 — Безжалісний / Relentless
- 1989 — Назад у майбутнє 2 / Back to the Future Part II
- 1990 — Спонтанне загоряння / Spontaneous Combustion
- 1990 — Битва драконів / Dragonfight
- 1990 — Володар ляльок 2 / Puppet Master II
- 1991 — Телефон диявола 2 / 976-Evil II
- 1992 — Музей воскових фігур 2 / Waxwork II: Lost in Time
- 1993 — Мішки для трупів / Body Bags
- 1993 — Чорнокнижник 2: Армагеддон / Warlock: The Armageddon
- 1994 — Людина-мікросхема 2 / Plughead Rewired: Circuitry Man II
- 1995 — Прокляте селище / Village of the Damned
- 1996 — Лісовий воїн / Forest Warrior
- 1997 — Ціль номер один / Executive Target
- 1997 — Кровопивці / Bloodsuckers
- 1997 — Виконавець бажань / Wishmaster
- 1999 — Силіконові вежі / Silicon Towers
- 2000 — Могутні рейнджери / Power Rangers (епізод "The Great Egg Caper")
- 2001 — Могутні рейнджери / Power Rangers (епізод "Movie Madness: Part 1")

### Сценарист
- 1991 — Водоспад смерті / Death Falls
- 1992 — Автомийка «Бікіні» / The Bikini Carwash Company
- 1993 — Автомийка «Бікіні» 2 / The Bikini Carwash Company II